# الکسی شیود
الکسی شیود (انگلیسی: Alexey Shved؛ زادهٔ ۱۶ دسامبر ۱۹۸۸) بازیکن بسکتبال اهل روسیه است.
از باشگاه‌هایی که در آن بازی کرده‌است می‌توان به هیوستون راکتس، مینه‌سوتا تیمبرولوز، فیلادلفیا سونتی‌سیکسرز، باشگاه بسکتبال زسکا مسکو، و نیویورک نیکس اشاره کرد.
وی در مسابقات کشوری و بین‌المللی در مجموع برندهٔ ۲ مدال برنز شده‌است.